# 조지 코혼

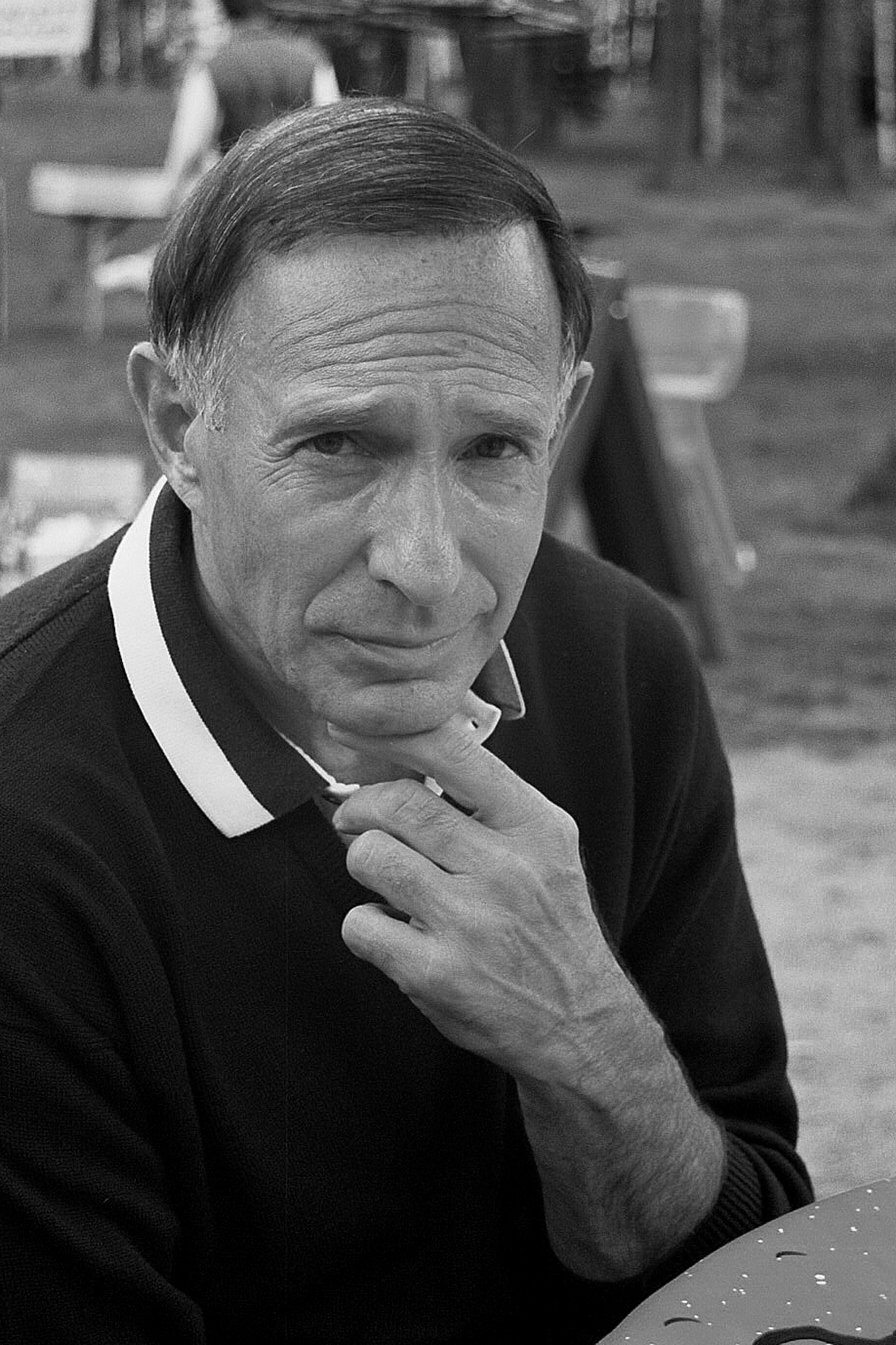

조지 코혼(George Cohon, 본명: 조지 앨런 코혼, George Alan Cohon, CC OOnt, 1937년 4월 19일 – 2023년 11월 24일)는 미국 태생의 캐나다 사업가이자 변호사였으며, 맥도날드 캐나다와 맥도날드 러시아의 창립자이자 수석 회장이었다.

## 어린 시절과 교육
조지 앨런 코혼은 일리노이주 시카고에서 변호사로 일했고 나중에 제빵사로 일했던 캐롤라인(Carolyn, 엘리스)과 잭 코혼의 아들로 태어났다. 아버지는 우크라이나계 유대인이었고 어머니는 미국계 유대인이었다. 시카고에서 누나인 샌디와 침실을 함께 쓰면서 자랐다.
코혼은 드레이크 대학교에서 학사학위를 취득하고 노스웨스턴 대학교 법학대학원에서 법무박사 학위를 취득했다.
노스웨스턴에 있는 동안 그는 미래의 아내인 수잔을 만났다.